# ヴェステルボッテン県

ヴェステルボッテン県
Västerbottens län

ヴェステルボッテン県（ヴェステルボッテンけん、Västerbottens län）とは、スウェーデンの県の一つで略号はAC。スウェーデン北部に位置する。県庁所在地はウメオ(Umeå)市。県の面積は5万5186平方キロメートルで、2017年現在の人口は26万8067人。
ウメオ(Umeå)市にはウメオ大学(Umeå universitet)がキャンパスを置いている。

## 地理
北はノールボッテン県に接し、西は隣国ノルウェーと接する。東側はバルト海に面しており、南はヴェステルノールランド県およびイェムトランド県に接する。県の西部はスカンディナヴィア山脈であり、2,000m級の山岳地帯となっている。また、そこを水源としたスケレフテ川、ウメ川、オンゲルデン川などが県を横断している。

## 市
ヴェステルボッテン県には15の市がある。(アルファベット順)
- ビューホルム (Bjurholm)
- ドロテア (Dorotea)
- リッケルセ (Lycksele)
- マーロー (Malå)
- ノードマーリング (Nordmaling)
- ノーショー (Norsjö)
- ロバーツフォシュ (Robertsfors)
- シェレフテオ (Skellefteå)
- ソーセーレ (Sorsele)
- ストゥールマン (Storuman)
- ウメオ (Umeå)
- ヴィルヘルミーナ (Vilhelmina)
- ヴィンデルン (Vindeln)
- ヴェンネース (Vännäs)
- オーセーレ (Åsele)

|                                  |
| ヴェステルボッテン県下の市の位置 |